# Promethei Terra
Promethei Terra es una gran región marciana que cubre 3300 km en su extensión más amplia. Miente al este de la enorme cuenca de Hellas. Como gran parte de la parte sur del planeta, es una región montañosa llena de cráteres. Promethei Terra recibió su nombre de una característica clásica del albedo de Marte, con el nombre original derivado del del dios griego Prometeo. Promethei Terra se encuentra principalmente en el cuadrilátero Hellas de Marte.

## Derrubios frontales lobulados

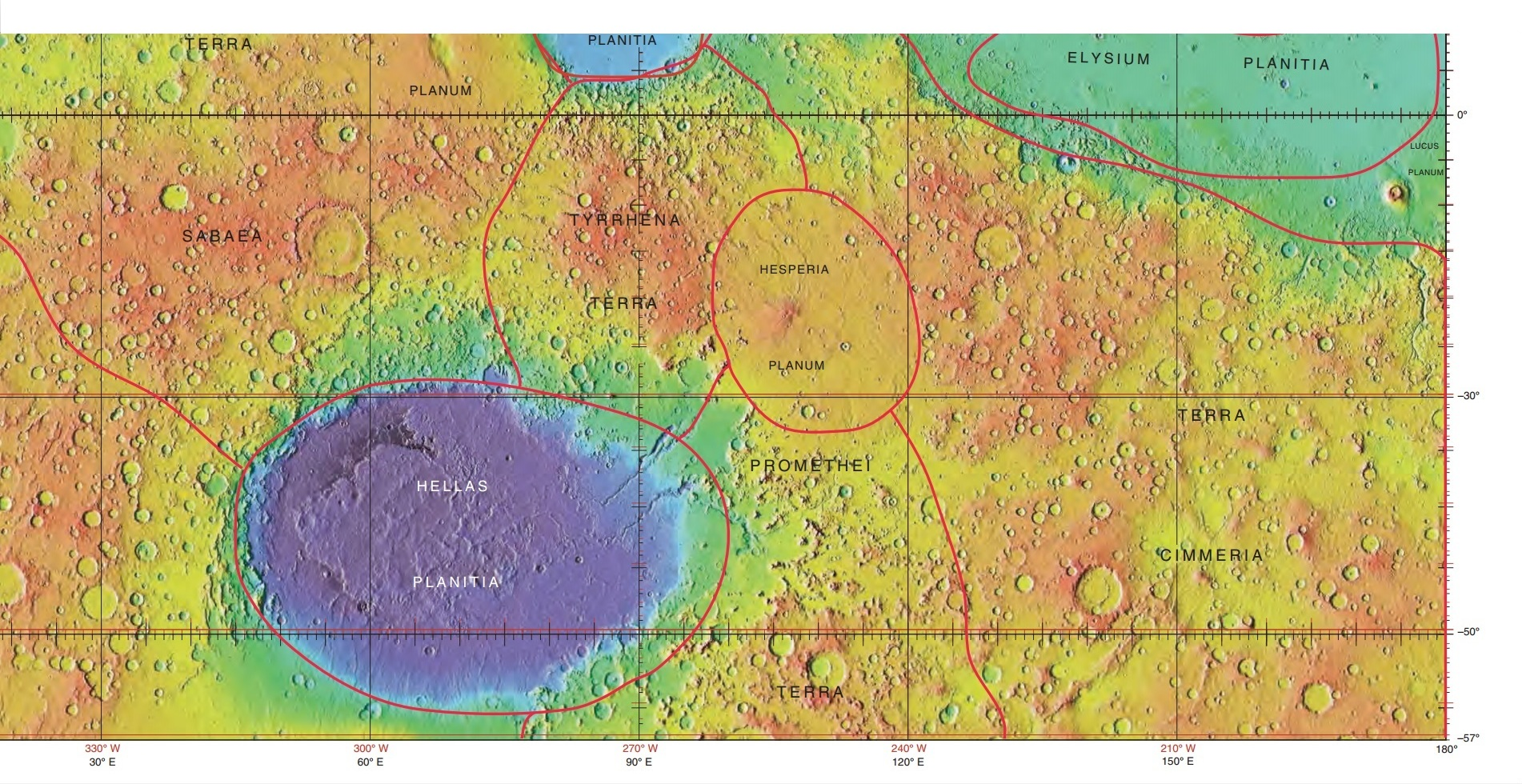
Mapa MOLA que muestra los límites de la mayor parte de Promethei Terra y otras regiones cercanas.

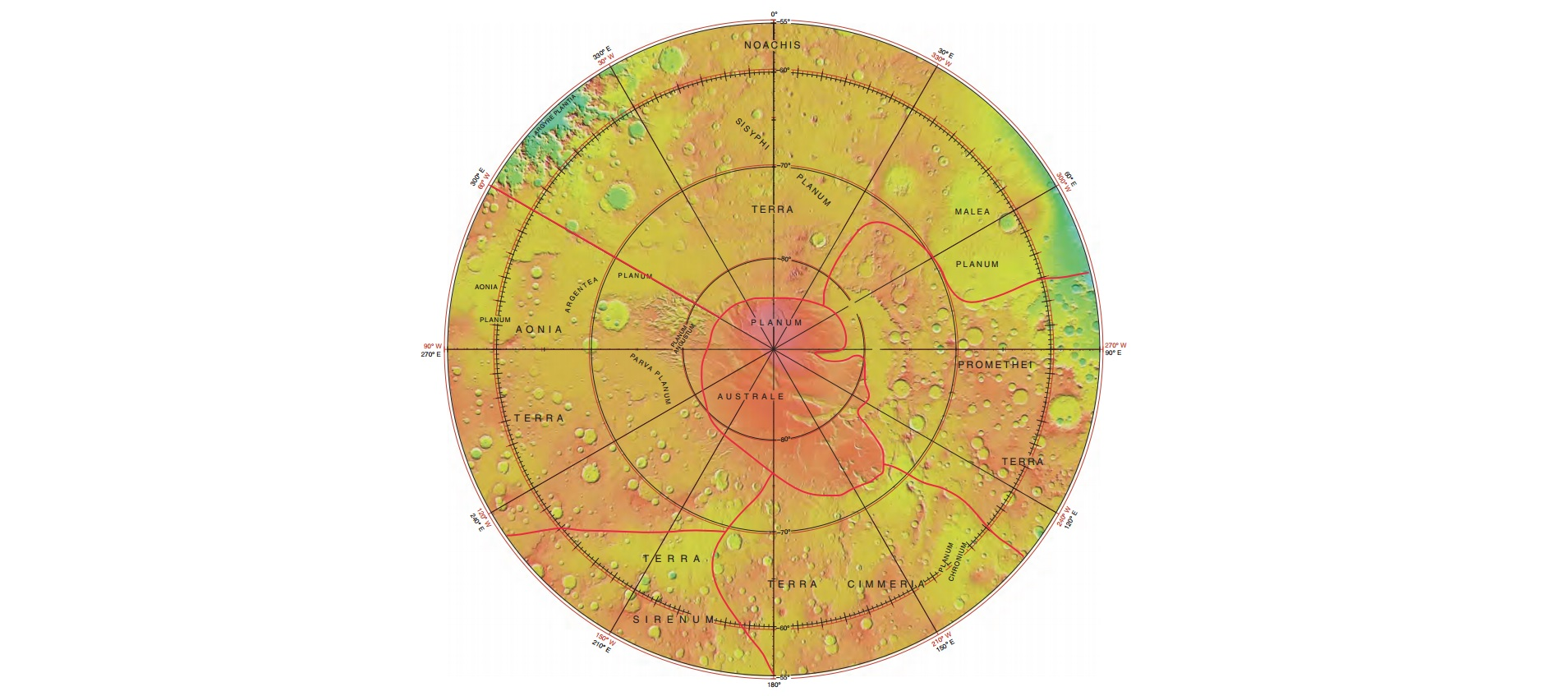
Mapa MOLA que muestra los límites de Promethei Terra cerca del polo sur y otras regiones.

Una característica común muy importante en Promethei Terra son las pilas de material que rodean los acantilados. Estos materiales se denominan derrubios frontales lobulados de escombros (LDA). Recientemente, la investigación con el Shallow Radar en el Mars Reconnaissance Orbiter ha proporcionado una fuerte evidencia de que los LDA son glaciares que están cubiertos por una fina capa de rocas. Se cree que hay grandes cantidades de hielo de agua en las LDA. La evidencia disponible sugiere fuertemente que esta área acumuló nieve en el pasado. Cuando la inclinación (oblicuidad) de Marte aumenta, la capa de hielo del sur libera grandes cantidades de vapor de agua. Los modelos climáticos predicen que cuando esto ocurre, el vapor de agua se condensa y cae donde se encuentran las LDA. La inclinación de la Tierra cambia poco porque la Luna relativamente grande la mantiene estable. Las dos diminutas lunas marcianas no estabilizan su planeta, por lo que el eje de rotación de Marte sufre grandes variaciones. Se sabe desde hace algún tiempo que Marte sufre muchos cambios importantes en su inclinación u oblicuidad porque sus dos pequeñas lunas carecen de la gravedad para estabilizarlo, como la Luna estabiliza la Tierra; en ocasiones, la inclinación ha sido incluso superior a 80 grados.
Los delantales de escombros lobulados pueden ser una fuente importante de agua para los futuros colonos de Marte. Su principal ventaja sobre otras fuentes de agua marciana es que se pueden mapear fácilmente desde la órbita y están más cerca del ecuador, donde es más probable que aterricen misiones tripuladas.

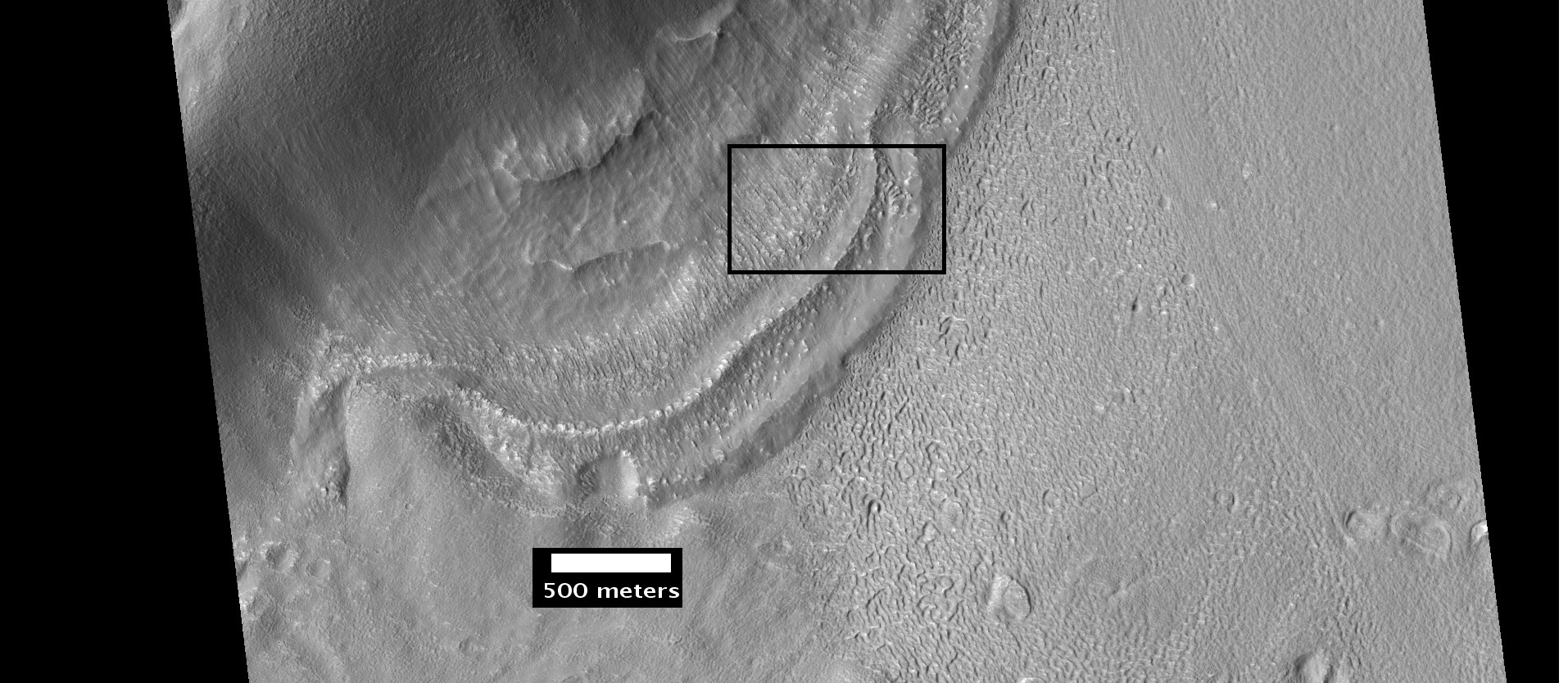
Contexto para la siguiente imagen del final de una característica de flujo, también llamada derrubios de escombros lobulados. Probablemente sea un glaciar. La ubicación es el cuadrilátero de Hellas.
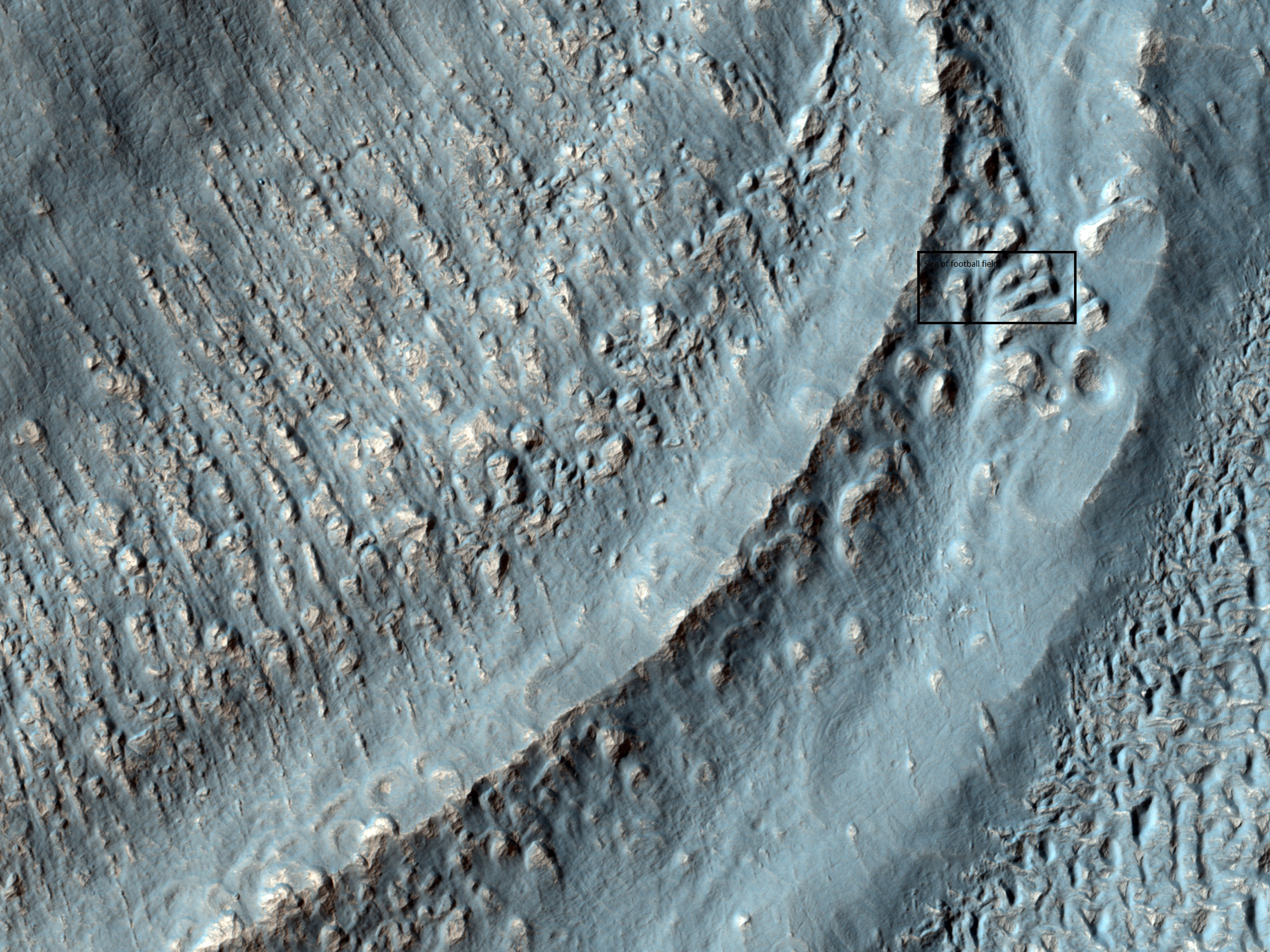
Primer plano de la zona del recuadro de la imagen anterior. Esto puede ser llamado por algunos la morrena terminal de un glaciar. Para la escala, el recuadro muestra el tamaño aproximado de un campo de fútbol. Imagen tomada con HiRISE bajo el programa HiWish. La ubicación es el cuadrilátero de Hellas.
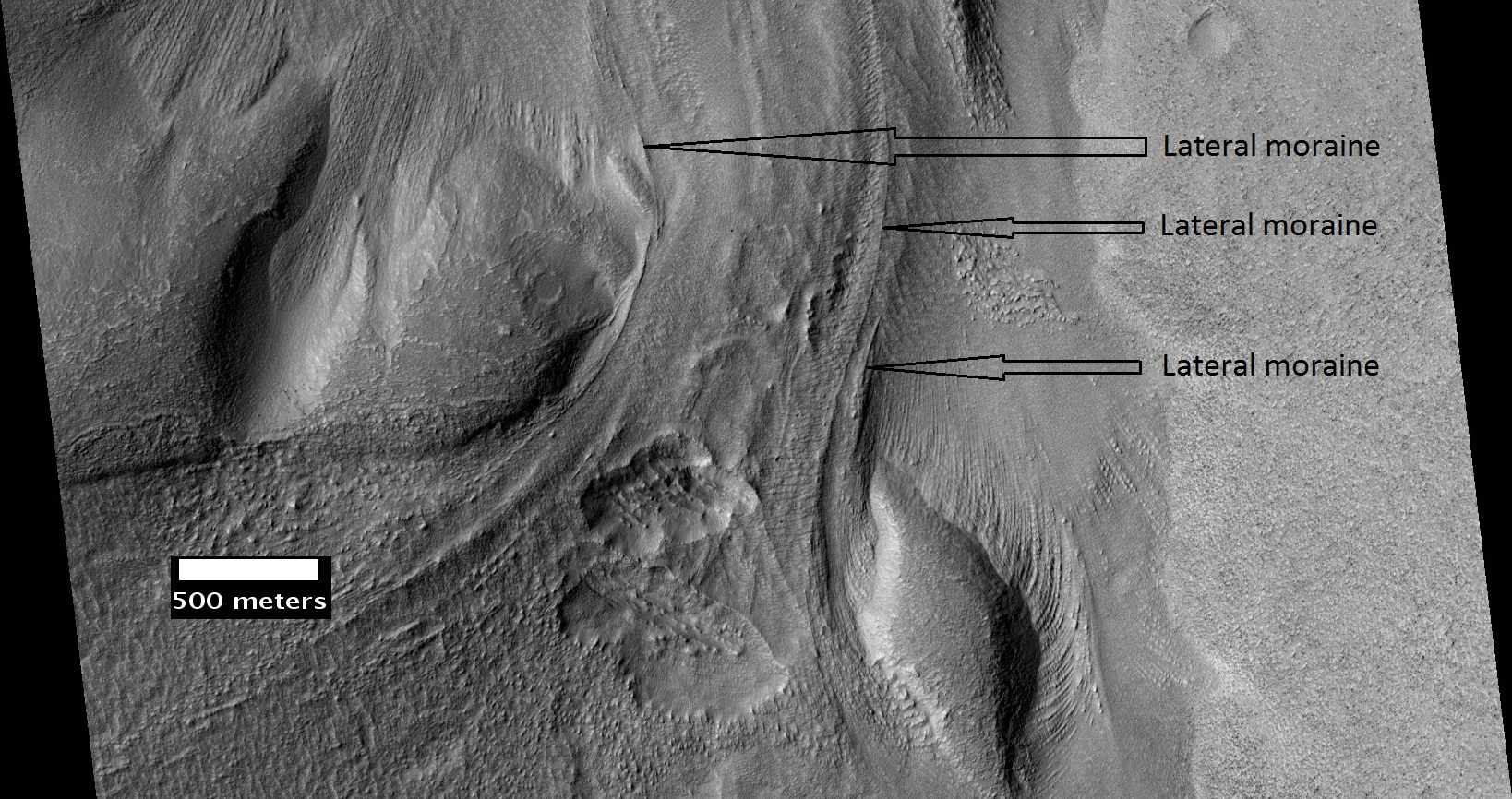
Material que fluye a través del borde de un cráter, visto por HiRISE, bajo el programa HiWish. Las morrenas laterales están etiquetadas.